# فارسجین (تاکستان)
فارسجین روستایی از توابع  شهرستان تاکستان در استان قزوین ایران است.
تاریخچه:روستای تاریخی و فرهنگی فارسجین که قدمت آن به طور دقیق برسی نشده ولی از آثار و ابنیه های تاریخی بجا مانده مشخص می گردد که قدمتی دیرینه دارد که در اثر وقایع و حوادث طبیعی و اجتماعی فراز و نشیب های فراوانی را طی کرده و خود را ازهزارتوی تاریخ بدین روزگار کشانده است. حوادثی نظیر حمله اعراب و حمله مغول و… لیکن از نهاده های بازمانده از گذشتگاندورنمای این روستا قابل تصور می باشد. با وجود تپه باستانی که بنای دو امام زاده در آن احداث شده و نقوش بجای مانده بر روی پل سنگی روستای همجوار قروه می توان اطمینان حاصل کرد که قدمت این روستا به دوران زرتشتیان برمی گردد. امروز با توجه به‌نظر کارشناسان و اسناد بجا مانده تمدن منطقه ابهر چای را که مرکزیت آن پارسین فار سجین کنونی شامل می‌شده قدمت این روستا را حدود سه هزار سال قبل از میلاد تخمین می‌زنند. اسامی مناطق بجا مانده از دوران شکوفایی و قدرت پارسین که هر کدام از این مناطق بدلیل موقعیت استراتژیک از اهمیت خاصی بر خوردار بوده عبارتند از : سخسینلر- محل ساخت و تجارت سفال که این شهر در زیر خاک مدفون است و کاوشی برای آن صورت نگرفته است ولی کشاورزان منطقه سخسینلر گواه بر وجود آثاری تاریخی در هنگام حفر چاه داده اند. منطقه دلاور در جنوب فارسجین که احتمالا محل مقابله و جنگ بوده و به همین جهت به نام دلاور شهرت یافته است. منطقه آرا بند؛ که محل جدا شدن دو رود از یکدیگر را یدک میکشد و خاک حتصلخیز زر خیزی دارد به‌طوری که انگور کشت در این منطقه در ایران کم نظیر است. منطقه چاقالا برگه سه؛ این منطقه در شرق فارسجین مابین فارسجین و ضیاء آباد بوده که محل بارگاه انگور جهت تبدیل آن به کشمش بوده. منطقه درگَوَر_ در شمال غربی فارسجین مرز بین قروه و فارسجین بوده علت نامگذاری آن نامشخص. منطقه چالچوق_ این منطقه از مناطق بسیار قدیمی کشاورزی بوده و از انشعابی که از ابهررود گرفته و چون اولین منطقه در شروع ابیاری و کشاورزی بوده برای کشت درخت تبریزی یا همان راجو و جنگهای انبوه راجو مناسب بوده ، خاک رس سیاه رنگ این منطقه به هنگام بارندگی بسیار چسبناک شده و عملا تردد هر وسیله نقلیه ای را غیر ممکن میکند. منطقه البیان_این منطقه فیمابین چالچوق و روستایی به اسم گالا بوده که اکنون اثری از این روستا نیست و تخریب و نابود شده است. دلیل نامگذاری این منطقه مشخص نیست. منطقه کوله دره؛کوله به زبان محلی کوچک است و دره نیز همان چاله بزرگ را گویند که از برایند این دو این طور برداشت میشود که دره ای کوچک در منطقه بوده که اکنون این منطقه بدلیل داشتن یک حلقه چاه عمیق هشت اینچ پر فشار به پر اب ترین چاه عمیق فارسجین معروف است. منطقه بابُلُو_این منطقه دارای باغ های بادام بسیار پر محصولی بوده که هر باغ الونک مختص به خود را داشته. منطقه حاج حسننر_منطقه ای چسبیده به بابلو مملو از بادام و انگور دیمی عسگری و قاراچوبه و انگور رایی همان انگور های دانه دار بوده که منتهی به ضیاء آباد می‌شود. منطقه اسد قوزو_ منطقه ای آبی که در کشت انگور در آن رایج بوده و درخت تنومند و بسیار بزرگ گردویی حدودا دویست ساله داشته که متعلق به فردی بنام اسد الله بوده و به جهت همین مشهور شده. منطقه قیرخ ایاخ _قیرخ ایاق که به فارسی هزار پا میشود موجودی کوچک است که بدلیل پاهای زیادی که داد هزار پا نامیده میشود بنظر میرسد که دلیل نامگذاری این منطقه وجود زیاد این موجود در خاک منطقه بوده که اکنون این منطقه دارای چاه عمیق برقی میباشد. منطقه قوشا موتور_در شمال فارسجین و در مسیر دلاور بوده که دو حلقه چاه داشته که به همین نام شهرت یافته. آواداش جنگله_ جنگلی مملو از درختان بادام تنومد شاید صد ساله که بیان گذار این جنگل فردی بنام آقا داداش بوده و اب خور این جنگل از رودی بوده که از کپه های ارپوشالو سرچشمه میگرفته که اکنون هم جنگل و هم رود خشکیده و سدی که مانع ورود اب به فارسجین میشود دلیل این موضوع بوده. منطقه سیده باغ_منطقه ای چسبیده به بافت اصلی‌ روستا که احتمالا بدلیل وجود باغی‌اباد متعلق به سید به این نام مشهور شده. منطقه دِرمان دالو_این منطقه در حاشیه ابهررود هست و محل اسیاب کردن و درو گندوم بوده و طبق اظهارات قدیمی های روستا چند اسیاب ابی به ارد کردن گندم اهالی کمک میکرده که امروزه اثری از آنها نیست. منطقه طیوقچی_ این منطقه در ورودی فارسجین شمال جغرافیایی واقع شده و احتمالا محل پرورش مرغ و مرغداری بوده اکنون این منطقه تبدیل به شهرک شده . منطقه آیشلر_ در کنار ابهر رود و در شمال شرقی فارسجین که دلیل نامگذاری آن مجهول است. منطقه قورت دلیگه_منطقه ای که معروف بوده به منطقه دفن طلا که در پی این شهرت اهالی و غریبه ها اقدام به حفر چاله هایی در جهت یافت طلا کرده که ظاهرا نتیجه ای نداشته و پس از گذشت مدتی این چاله ها به مانند لانه گرگ شده و به همین مناسبت منطقه لانه کرگ نامیده شد. منطقه لَتَوَر_ منطقه ای در کنار کانال اب کنونی که دلیل نامگذاری آن مشخص نیست. منطقه پالِکین_ محل عبور اب از داخل روستا بوده که واژه ی نامانوسی است و کسی دلیل نامگذاری ان را نمیداند. منطقه پوله باغ_ باغی در انتهای خیابان پیشدره که چند هکتار وسعت داشته و اکنون متعلق به سرهنگ شاهین است و دیوار کشی شده. منطقه کَرمان سرا_ یا همان کاروانسرا که اگر بخواهیم به شکل امروزی مقایسه کنیم کمربندی فارسجین بوده و راهی از بافت روستا بوده که چند کاروانسرا جهت استراحت کاروانیان عبوری ساخته شده بوده که تا همین چند سال پیشتر اثرات مخروبه آنها هویدا بود.
گیروو:منطقه کشاورزی شرقی روستا خوانده می‌شود.
چینه بدلر ؛منطقه ای که تمام اراضی کشاورزی دیوار کشی شده اند .
کوشکک لر؛جلگه کناری رود فارسجین به سمت جنوب کنار ابهرود کشیده شده،
در مجموع فارسجین از پنج محله اصلی تاریخی بنام های چای محله،ایری محله،چوغور محله،پیشده محله و کورپو محله تشکیل شده است.

## جمعیت
این روستا در دهستان دودانگه علیا قرار دارد و براساس سرشماری مرکز آمار ایران در سال ۱۳۸۵، جمعیت آن ۲۴۸۵نفر (۱۱۷۵خانوار) بوده‌است.
با توجه به اسناد موجود در روزنامه تعاون چاپ۲۵۶۷ در سال۱۳۴۸ جمعیت فارسجین متشکل از ۷۰۰۰ نفر نفوس بوده که در طی زمان بدلیل مسائل سیاسی و آزادی خواهی اهالی مبارزین ملی از جمله گروهک مجاهدین، مهاجرت و …
```
رشد جمعیت
 این روستا منفی بوده بطوری که اکنون در سال ۱۴۰۰ هجری شمسی جمعیت این دیار کهن به نصف حدود ۳ هزار نفر تقلیل یافته است.
```